# 綠騎士 (作家)
綠騎士（1947年5月26日—），本名陳重馨，外文發表創作之名字是Chung-Hing，香港女作家、畫家。聖士提反女子中學、香港大學英文系畢業。15歲開始發表作品，1973年赴法國，在巴黎国立高等美术学院學習。1977年起定居巴黎。寫作以散文和小說為主，亦有詩作，尤愛詩與畫的配合。

## 主要文學作品
- 《绿骑士之歌》, 香港素葉出版社,1979
- 《棉衣》, 香港三聯書店 (海外文叢),1987, ISBN 962.04.0538
- 《深山薄雪草》,台灣希代文叢,1990
- 《石夢》,香港素葉出版社, 1997, ISBN 962-7985-44-9
- 《壶底咖啡店》,香港素葉出版社,1999, ISBN 962-7985-60-0
- 《哑筝之醒》, 基督教文藝出版社,2002, ISBN  962-294-848-0
- 《神秘旅程》, 香港中華書局,2014 , ISBN 978-988-8290-62-8
- 《花都调色板》, 中國大象出版社, 2014, ISBN 978-7-5347-5929-1
- 《神秘旅程》,中國人民大學出版社, 2015, 登記號：01-2014-7164
- 《書香尋蹤遊 - 民國作家在法蘭西》，商務印書館（香港）2021，登記號：ISBN 9789620745676

## 兒童故事
- 《魔牆的秘密》,香港基督教文藝出版社 , 2000, ISBN 962-294-504-X
- 《飛樹謎》, 香港基督教文藝出版社 , 2005, ISBN 962-294-518-X
- 《心形月亮》, 香港公教報出版社, 2006, ISBN 988-98269-6-5

## 外文作品
- 《Chants de thé》 (茶曲) 法文詩畫集, Editions Delatour France,2012, ISBN 978-2-7521-0128-0
- 《Odes to tea》(茶曲)英文版, Editions Delatour France,2014, ISBN 978-2-7521-0226-3
- 《Pommes d'amour》 (冰糖蘋果,法文兒童詩畫集 Editions Delatour France, 2014, ISBN 978-2-7521-0145-7
- 《Cantos de té》(茶曲)西班牙文版, Editions Delatour France,2018, ISBN 978-2-7521-0366-6
- 《Chants de Voyage》 (旅曲) 法文詩畫集,2019 Editions Delatour France,ISBN 978-2-7521-0396-3
- 《A te recherche》(尋找你)法文散文詩畫集, 四十年的畫作，四季追尋。2019 Editions Delatour France,2012 ISBN 978-2-7521-0397-0

## 其他著作
- 《悠揚四季》,中英文詩畫集, 1999, 香港中華文化促進中心

## 電視採訪
- 香港電台電視製作部RTHK, 小說家族 第二集《衣車》 1989
- 香港電台電視製作部RTHK , 華人作家II 《法國的旅人 - 夏婕，綠騎士》2016

## 外部連結
- 官方網站 （页面存档备份，存于）